# Promilhanes
Promilhanes [pʁomijɑn] est une commune française, située dans le sud-est du département du Lot en région Occitanie.
Elle est également dans le causse de Limogne, un des quatre causses du Quercy, dénudé et clairsemé de genévriers et d'anciens chênes truffiers. Exposée à un climat océanique altéré.
Incluse dans le parc naturel régional des Causses du Quercy, qui a depuis 2017 le label de géoparc mondial Unesco.
Promilhanes est une commune rurale qui compte 229 habitants en 2022, après avoir connu un pic de population de 889 habitants en 1821.  Elle fait partie de l'aire d'attraction de Villefranche-de-Rouergue. Ses habitants sont appelés les Promilhanaises/Promilhanais.

## Géographie
Commune du parc naturel régional des Causses du Quercy située dans le Quercy, proche des départements de l'Aveyron (12) et de Tarn-et-Garonne (82).
La commune court sur le causse de Limogne, typique par son paysage vallonné alternant bois et puechs.

### Communes limitrophes
Les communes limitrophes sont  Laramière, Limogne-en-Quercy, Puyjourdes et Vidaillac.
| Limogne-en-Quercy |             | Puyjourdes |
|                   | Promilhanes |            |
| Vidaillac         |             | Laramière  |

La commune n'a qu'un point commun avec celle de Saint-Jean-de-Laur, le tripoint où se rencontrent également Puyjourdes et Limogne-en-Quercy.

### Climat
Pour des articles plus généraux, voir Climat de l'Occitanie et Climat du Lot.
En 2010, le climat de la commune est de type climat océanique altéré, selon une étude s'appuyant sur une série de données couvrant la période 1971-2000. En 2020, Météo-France publie une typologie des climats de la France métropolitaine dans laquelle la commune est toujours exposée à un climat océanique altéré et est dans la région climatique Ouest et nord-ouest du Massif Central, caractérisée par une pluviométrie annuelle de 900 à 1 500 mm, maximale en automne et en hiver.
Pour la période 1971-2000, la température annuelle moyenne est de 11,7 °C, avec une amplitude thermique annuelle de 15,4 °C. Le cumul annuel moyen de précipitations est de 935 mm, avec 11 jours de précipitations en janvier et 6 jours en juillet. Pour la période 1991-2020, la température moyenne annuelle observée sur la station météorologique la plus proche, située sur la commune de Faycelles à 25 km à vol d'oiseau, est de 13,1 °C et le cumul annuel moyen de précipitations est de 806,2 mm,. Pour l'avenir, les paramètres climatiques de la commune estimés pour 2050 selon différents scénarios d'émission de gaz à effet de serre sont consultables sur un site dédié publié par Météo-France en novembre 2022.

### Milieux naturels et biodiversité

#### Espaces protégés
La protection réglementaire est le mode d’intervention le plus fort pour préserver des espaces naturels remarquables et leur biodiversité associée,.
La commune fait partie du parc naturel régional des Causses du Quercy, un espace protégé créé en 1999 et d'une superficie de 183 039 ha, qui s'étend sur 102 communes du département du Lot. La cohérence du territoire du Parc s’est fondée sur l’unité géologique d’un même socle de massif karstique, entaillé de profondes vallées. Le périmètre repose sur une unité de paysages autour de la pierre et du bâti (souvent en pierre sèche), de l’empreinte des pelouses sèches et du pastoralisme et de l’omniprésence des patrimoines naturels et culturels,. Ce parc a été classé Géoparc en mai 2017 sous la dénomination « géoparc des causses du Quercy », faisant dès lors partie du réseau mondial des Géoparcs, soutenu par l’UNESCO,.

## Urbanisme

### Typologie
Au 1er janvier 2024, Promilhanes est catégorisée commune rurale à habitat très dispersé, selon la nouvelle grille communale de densité à sept niveaux définie par l'Insee en 2022.
Elle est située hors unité urbaine. Par ailleurs la commune fait partie de l'aire d'attraction de Villefranche-de-Rouergue, dont elle est une commune de la couronne,. Cette aire, qui regroupe 34 communes, est catégorisée dans les aires de moins de 50 000 habitants,.

### Occupation des sols
L'occupation des sols de la commune, telle qu'elle ressort de la base de données européenne d’occupation biophysique des sols Corine Land Cover (CLC), est marquée par l'importance des territoires agricoles (69,1 % en 2018), une proportion identique à celle de 1990 (69,1 %). La répartition détaillée en 2018 est la suivante : 
zones agricoles hétérogènes (57,9 %), forêts (30,9 %), prairies (11,1 %). L'évolution de l’occupation des sols de la commune et de ses infrastructures peut être observée sur les différentes représentations cartographiques du territoire : la carte de Cassini (XVIIIe siècle), la carte d'état-major (1820-1866) et les cartes ou photos aériennes de l'IGN pour la période actuelle (1950 à aujourd'hui).

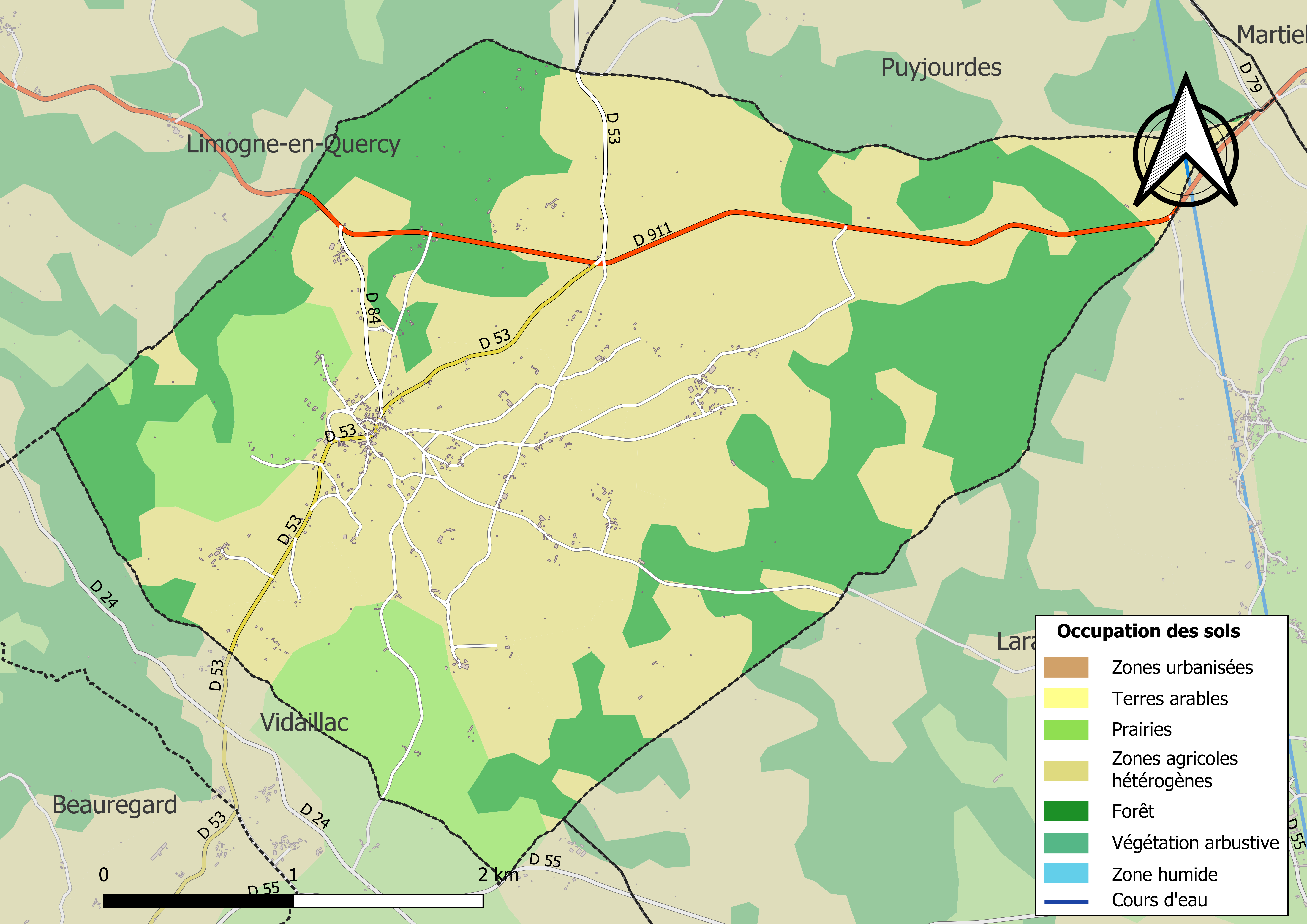
Carte des infrastructures et de l'occupation des sols de la commune en 2018 (CLC).

### Risques majeurs
Le territoire de la commune de Promilhanes est vulnérable à différents aléas naturels : météorologiques (tempête, orage, neige, grand froid, canicule ou sécheresse), feux de forêts, mouvements de terrains et séisme (sismicité très faible). Un site publié par le BRGM permet d'évaluer simplement et rapidement les risques d'un bien localisé soit par son adresse soit par le numéro de sa parcelle.
Promilhanes est exposée au risque de feu de forêt. Un plan départemental de protection des forêts contre les incendies a été approuvé par arrêté préfectoral le 30 novembre 2015 pour la période 2015-2025. Les propriétaires doivent ainsi couper les broussailles, les arbustes et les branches basses sur une profondeur de 50 mètres, aux abords des constructions, chantiers, travaux et installations de toute nature, situées à moins de 200 mètres de terrains en nature
de bois, forêts, plantations, reboisements, landes ou friches. Le brûlage des déchets issus de l’entretien des parcs et jardins des ménages et des collectivités est interdit. L’écobuage est également interdit, ainsi que les feux de type méchouis et barbecues, à l’exception de ceux prévus dans des installations fixes (non situées sous couvert d'arbres) constituant une dépendance d'habitation.

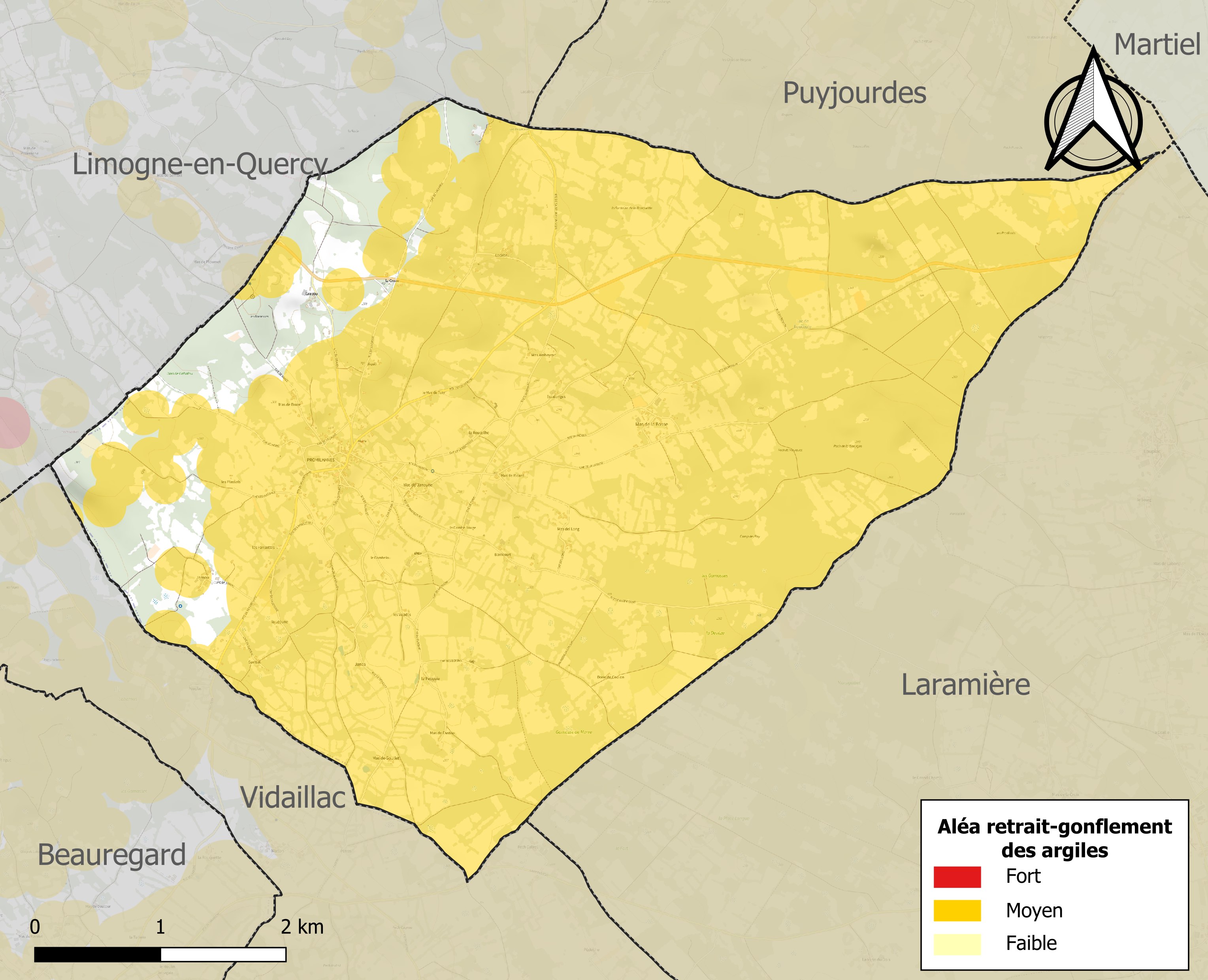
Carte des zones d'aléa retrait-gonflement des sols argileux de Promilhanes.

Les mouvements de terrains susceptibles de se produire sur la commune sont des affaissements et effondrements liés aux cavités souterraines (hors mines). Par ailleurs, afin de mieux appréhender le risque d’affaissement de terrain, l'inventaire national des cavités souterraines permet de localiser celles situées sur la commune.
Le retrait-gonflement des sols argileux est susceptible d'engendrer des dommages importants aux bâtiments en cas d’alternance de périodes de sécheresse et de pluie. 90,8 % de la superficie communale est en aléa moyen ou fort (67,7 % au niveau départemental et 48,5 % au niveau national). Sur les 200 bâtiments dénombrés sur la commune en 2019, 190 sont en aléa moyen ou fort, soit 95 %, à comparer aux 72 % au niveau départemental et 54 % au niveau national. Une cartographie de l'exposition du territoire national au retrait gonflement des sols argileux est disponible sur le site du BRGM,.
Par ailleurs, afin de mieux appréhender le risque d’affaissement de terrain, l'inventaire national des cavités souterraines permet de localiser celles situées sur la commune.
La commune a été reconnue en état de catastrophe naturelle au titre des dommages causés par les inondations et coulées de boue survenues en 1982 et 1999. Concernant les mouvements de terrains, la commune a été reconnue en état de catastrophe naturelle au titre des dommages causés par des mouvements de terrain en 1999.

## Toponymie
Le nom Promilhanes provient de l'anthroponyme latin ou roman Promillius avec le suffixe possessif -anum.

## Politique et administration
| Période                                  | Période  | Identité                        | Étiquette | Qualité |
| ---------------------------------------- | -------- | ------------------------------- | --------- | ------- |
| 1793                                     | 1795     | François Dousset                |           |         |
| 1795                                     | 1798     | Joseph Morlhon                  |           |         |
| 1798                                     | 1808     | Barthélémy Olie                 |           |         |
| 1808                                     | 1821     | Alexis François Edouard Vernhes |           |         |
| 1821                                     | 1831     | Pierre Hector Morlhon           |           |         |
| 1831                                     | 1841     | Jean Baptiste Auterrieu         |           |         |
| 1841                                     | 1850     | Joseph Alexandre Lafon          |           |         |
| 1850                                     | 1852     | Pierre Hector Morlhon           |           |         |
| 1852                                     | 1870     | Jean Jacques Calmels            |           |         |
| 1870                                     | 1877     | Jean Pierre Delteil             |           |         |
| 1878                                     | 1902     | Lucien Lafon                    |           |         |
| 1989                                     | 2001     | Joseph Gousset                  |           |         |
| 2001                                     | 2008     | Daniel Gasc                     |           |         |
| 2008                                     | 2020     | Joseph Gousset                  |           |         |
| 2020                                     | En cours | Jean-Marc Richer                |           |         |
| Les données manquantes sont à compléter. |          |                                 |           |         |

## Démographie
L'évolution du nombre d'habitants est connue à travers les recensements de la population effectués dans la commune depuis 1793. Pour les communes de moins de 10 000 habitants, une enquête de recensement portant sur toute la population est réalisée tous les cinq ans, les populations de référence des années intermédiaires étant quant à elles estimées par interpolation ou extrapolation. Pour la commune, le premier recensement exhaustif entrant dans le cadre du nouveau dispositif a été réalisé en 2005.

En 2022, la commune comptait 229 habitants, en évolution de +2,23 % par rapport à 2016 (Lot : +1,31 %, France hors Mayotte : +2,11 %).
| 1793 | 1800 | 1806 | 1821 | 1831 | 1836 | 1841 | 1846 | 1851 |
| ---- | ---- | ---- | ---- | ---- | ---- | ---- | ---- | ---- |
| 650  | 798  | 767  | 889  | 810  | 801  | 783  | 801  | 824  |

| 1856 | 1861 | 1866 | 1872 | 1876 | 1881 | 1886 | 1891 | 1896 |
| ---- | ---- | ---- | ---- | ---- | ---- | ---- | ---- | ---- |
| 800  | 784  | 774  | 830  | 746  | 743  | 722  | 674  | 627  |

| 1901 | 1906 | 1911 | 1921 | 1926 | 1931 | 1936 | 1946 | 1954 |
| ---- | ---- | ---- | ---- | ---- | ---- | ---- | ---- | ---- |
| 579  | 590  | 518  | 445  | 435  | 385  | 353  | 297  | 243  |

| 1962 | 1968 | 1975 | 1982 | 1990 | 1999 | 2005 | 2006 | 2010 |
| ---- | ---- | ---- | ---- | ---- | ---- | ---- | ---- | ---- |
| 221  | 214  | 180  | 192  | 184  | 181  | 166  | 164  | 214  |

| 2015 | 2020 | 2022 | - | - | - | - | - | - |
| ---- | ---- | ---- | - | - | - | - | - | - |
| 219  | 221  | 229  | - | - | - | - | - | - |

## Économie

### Revenus
En 2018, la commune compte 94 ménages fiscaux, regroupant 193 personnes. La médiane du revenu disponible par unité de consommation est de 19 310 € (20 740 € dans le département).

### Emploi
|                | 2008  | 2013  | 2018   |
| -------------- | ----- | ----- | ------ |
| Commune        | 8,1 % | 9,6 % | 16,1 % |
| Département    | 7,3 % | 8,9 % | 9,6 %  |
| France entière | 8,3 % | 10 %  | 10 %   |

En 2018, la population âgée de 15 à 64 ans s'élève à 114 personnes, parmi lesquelles on compte 75 % d'actifs (58,9 % ayant un emploi et 16,1 % de chômeurs) et 25 % d'inactifs,. En  2018, le taux de chômage communal (au sens du recensement) des 15-64 ans est supérieur à celui de la France et du département, alors qu'il était inférieur à celui de la France en 2008.
La commune fait partie de la couronne de l'aire d'attraction de Villefranche-de-Rouergue, du fait qu'au moins 15 % des actifs travaillent dans le pôle,. Elle compte 13 emplois en 2018, contre 13 en 2013 et 15 en 2008. Le nombre d'actifs ayant un emploi résidant dans la commune est de 68, soit un indicateur de concentration d'emploi de 19,4 % et un taux d'activité parmi les 15 ans ou plus de 45 %.
Sur ces 68 actifs de 15 ans ou plus ayant un emploi, 12 travaillent dans la commune, soit 18 % des habitants. Pour se rendre au travail, 85,1 % des habitants utilisent un véhicule personnel ou de fonction à quatre roues, 1,5 % les transports en commun, 4,5 % s'y rendent en deux-roues, à vélo ou à pied et 9 % n'ont pas besoin de transport (travail au domicile).

### Activités hors agriculture
9 établissements sont implantés  à Promilhanes au 31 décembre 2019.
Le secteur du commerce de gros et de détail, des transports, de l'hébergement et de la restauration est prépondérant sur la commune puisqu'il représente 33,3 % du nombre total d'établissements de la commune (3 sur les 9 entreprises implantées  à Promilhanes), contre 29,9 % au niveau départemental.

### Agriculture
|               | 1988 | 2000 | 2010 | 2020 |
| ------------- | ---- | ---- | ---- | ---- |
| Exploitations | 23   | 13   | 9    | 7    |
| SAU (ha)      | 607  | 528  | nd   | 399  |

La commune est dans les Causses », une petite région agricole occupant une grande partie centrale du département du Lot. En 2020, l'orientation technico-économique de l'agriculture  sur la commune est la polyculture et/ou le polyélevage. Sept exploitations agricoles ayant leur siège dans la commune sont dénombrées lors du recensement agricole de 2020 (23 en 1988). La superficie agricole utilisée est de 399 ha,,.

## Culture locale et patrimoine

### Lieux et monuments
- Promilhanes est située dans le fameux "Triangle noir du Quercy", lieu recherché par les astronomes pour la pureté du ciel.
- Calvaire.
- Église Saints-Pierre-et-Paul de Promilhanes contenant des reliques de Sainte Germaine.
- Chapelle Saint-Roch.
- Trois anciens châteaux : Les Bordes, Laroussilhe, Laumiére.
- Moulin à vent de La Bosse (restauré, en état de marche).
- Maison aux abeilles dite "Maison Rucher" (restaurée).
- Lacs avec leurs lavoirs : Janas, Le Pesquié, Lacabru, Roucoule (lac de Saint-Namphaise).
- Nombreuses gariottes ou cazelles (plus de 400) et croix en pierre.
- Grotte la Léoune.

### Personnalités liées à la commune
- Nobles de Morlhon de Laroussilhe qui s'établirent en Quercy en 1581, seigneurs propriétaires du château du même nom de 1581 à 1864.
- Nobles de Morlhon de Laumiére, seigneurs propriétaires du château du même nom.